# Aritz Aduriz
Aritz Aduriz Zubeldia (San Sebastian, Spania, 11 februarie 1981) este un fost fotbalist spaniol. A jucat ultima oară ca atacant la Atletic Club din La Liga.

## Palmares

### Club
Athletic Bilbao
- Supercopa de España: 2015
- Copa del Rey: Runner-up 2014–15

### Individual
- Trofeul Zarra: 2014–15, 2015–16
- UEFA Europa League: Top Scorer / Squad of the Season 2015–16